# Пам'ятник репресованим митцям

Пам'ятник репресованим митцям

Пам'ятник репресованим митцям (Пам'ятник художникам — жертвам репресій) відкрито 1996 року на території Національної академії образотворчого мистецтва і архітектури, Київ. Вшановує пам'ять українських митців — жертв комуністичного режиму СРСР. Автори — скульптор Борис Довгань і архітектор Флоріан Юр'єв.

## Опис
Пам'ятник являє собою бронзову жіночу постать, встановлену на ступінчастому сірому постаменті. Жіноча постать зі схиленою головою утримує в руках палітру і пензель. Вона уособлює метафоричний образ Музи, Скорботи і Творчості. Поруч на постаменті розташована бронзова плита з присвятним написом та прізвищами репресованих митців, загалом — понад 40 імен (Михайло Бойчук, Сергій Гіляров, Алла Горська, Дмитро Дяченко, Федір Ернст, Микола Касперович, Григорій Коваленко, Наталя Коцюбинська, Євген Кузьмін, Юхим Михайлів, Олександр Мурашко, Софія Налепинська-Бойчук, Євгенія Спаська, Яків Струхманчук, Микола Філянський, Федір Шміт та ін.).
На лівому боці гранітного постаменту вмонтовано бронзову дошку з написом: «Від Спілки художників України. 1996».

## Розташування
Адреса: Вознесенський узвіз, 20.